# Bitestikel
Bitestiklens formål er primært at opbevare sæden fra testiklerne og transportere den ud af sædlederne ved udløsning.